# Dicliptera fruticosa
Dicliptera fruticosa är en akantusväxtart som beskrevs av K. Balkwill. Dicliptera fruticosa ingår i släktet Dicliptera och familjen akantusväxter. Inga underarter finns listade i Catalogue of Life.